# Тиоцианат висмута
Тиоцианат висмута — неорганическое соединение, 
соль висмута и роданистой кислоты с формулой Bi(SCN)3,
светло-оранжевые кристаллы,
слабо растворим в воде,
образует кристаллогидрат.

## Получение
- Обменная реакция:

{\displaystyle {\mathsf {Bi(NO_{3})_{3}+3KSCN\ {\xrightarrow {}}\ Bi(SCN)_{3}\downarrow +3KNO_{3}}}}

## Физические свойства
Тиоцианат висмута образует светло-оранжевые кристаллы.
Образует кристаллогидрат состава Bi(SCN)3•½H2O — жёлтые кристаллы
триклинной сингонии, пространственная группа P 1, 
параметры ячейки a = 0,8436 нм, b = 0,9204 нм, c = 1,2107 нм, α = 109,16°, β = 109,06°, γ = 90,22°, Z = 4.
Слабо растворяется в воде.